# Michal Bílek
Pour les articles homonymes, voir Bílek.
Michal Bílek, né le 13 avril 1965 à Prague, est un footballeur tchèque, qui joue en équipe de Tchécoslovaquie puis en équipe de Tchéquie. Il est par la suite reconverti comme entraîneur, et est à la tête du Viktoria Plzeň depuis 2021.
Bílek a marqué onze buts lors de ses trente-cinq sélections avec l'équipe de Tchécoslovaquie et l'équipe de Tchéquie entre 1987 et 1995.

## Palmarès de joueur

### En équipe nationale
- 35 sélections et 11 buts avec l'équipe de Tchécoslovaquie et l'équipe de Tchéquie entre 1987 et 1995.
- Quart de finaliste de la coupe du monde 1990.

### Avec le Sparta de Prague
- Vainqueur du Championnat de Tchécoslovaquie de football en 1987, 1988, 1989 et 1993.
- Vainqueur de la Coupe de Tchécoslovaquie de football en 1988 et 1989.
- Vainqueur de la Coupe de Tchéquie de football en 1993 et 1994.

## Palmarès d'entraineur
- Vainqueur du Championnat de Tchéquie de football en 2007.
- Vainqueur de la Coupe de Tchéquie de football en 2007.

## Distinction individuelle
- Footballeur tchécoslovaque de l'année en 1989.